# Alexander Kronlund
Erik Alexander Kronlund, född 10 december 1971 i Bredäng, är en svensk musikproducent och låtskrivare. 

## Biografi
Kronlund var i slutet av 90-talet en del av Cheironstudion som nådde stora internationella framgångar med artister som NSYNC och Britney Spears. Tillsammans med bland andra Max Martin och Johan "Shellback" Schuster har Kronlund skrivit låtar åt Britney Spears, Demi Lovato, Fifth Harmony och Ariana Grande. Under 2016 hade han fem stycken topp 10-låtar i USA. Idag är han en del av MXM-studion som producerar låtar till artister som Robyn, Justin Timberlake, Ariana Grande, Nicki Minaj och Chris Brown. Han driver även produktionsbolaget Ahasverus Music AB.
Han har varit medkompositör till Mejas album Seven Sisters som sålde över en miljon, Britney Spears andra album Oops!… I Did It Again, inklusive hennes hitsingel "Lucky", tillsammans med Max Martin och Rami. Kronlund var medkompositör till "Don’t Go Knockin' on My Door". Han har även komponerat Han Gengs låt "Clown Mask" tillsammans med Hermanni Kovalainen och Milos Rosas. 
Kronlund skrev Ariana Grandes hitlåt "Side to Side" 2016, tillsammans med Grande, Nicki Minaj (som var med i låten) och två andra låtskrivare, Max Martin och Ilya Salmanzadeh.
Kronlund har också arbetat som inslagsproducent för bland annat Filip och Fredriks programserie Nugammalt.

## Idol 2017
Alexander Kronlund blev premiäråret 2004 tillfrågad att sitta med som jurymedlem i Idol, men tackade nej på grund av flytt till Los Angeles. 2017 bodde Kronlund i Stockholm och tackade ja. Idol-juryn 2017 bestod av Kishti Tomita, Alexander Kronlund, Nikki Amini och Anders Bagge.

## Skrivna/producerade låtar i urval

### 2000-2010
- 2000 - NSYNC - I'll Never Stop
- 2000 - Britney Spears - Lucky
- 2002 - Robyn - O Baby
- 2003 - Robyn - Don't Stop the Music
- 2009 - Britney Spears - If U Seek Amy

### 2011
- 2011 - Britney Spears - Till the World Ends
- 2011 - Robyn - Call Your Girlfriend

### 2012
- 2012 - Taio Cruz - Fast Car
- 2012 - Ola - I'm in Love

### 2014
- 2014 - Ella Eyre - Comeback

### 2015
- 2015 - Tori Kelly - Should've Been Us
- 2015 - Demi Lovato - Cool for the Summer
- 2015 - Tove Lo - Timebomb
- 2015 - Tinashe - Player
- 2015 - Ariana Grande - Greedy

### 2016
- 2016 - Ariana Grande - Into You
- 2016 - Ariana Grande - Side to side
- 2016 - Fifth Harmony - That's My Girl
- 2016 - Fifth Harmony - The Life

### 2017
- 2017 - Coco McQueen - Let's Get French